# Kanton Charleville-Mézières-2
Kanton Charleville-Mézières-2 (fr. Canton de Charleville-Mézières-2) je francouzský kanton v departementu Ardensko v regionu Champagne-Ardenne. Tvoří ho 5 obcí a část města Charleville-Mézières. Zřízen byl v roce 2015.

## Obce kantonu
- Arreux
- Charleville-Mézières (část)
- Damouzy
- Houldizy
- Nouzonville
- Sécheval